# Hülserhof
Hülserhof ist eine Hofschaft in der Stadt Leichlingen (Rheinland) im Rheinisch-Bergischen Kreis.

## Lage und Beschreibung
Hülserhof liegt südlich des Leichlinger Zentrums etwas abgelegen von benachbarten Siedlungen an der Bahnstrecke Gruiten–Köln-Deutz nördlich der Wupper nahe der Stadtgrenze zu Leverkusen. Südlich des Ortes beginnt das Naturschutzgebiet Hülserbruch, das schützenswerte Feuchtbiotope besitzt. Nachbarorte sind die Burganlage Haus Vorst, Rehborn, Schnugsheide, Schraffenberg, Rothenberg, Trompete und über die Wupper hinweg Balken. Der Leverkusener Ort Posberg zählt ebenfalls zu den Nachbarorten.

## Geschichte
Die Karte Topographia Ducatus Montani aus dem Jahre 1715 zeigt den Hof unter dem Namen Hülserhof, allerdings fälschlicherweise südlich der Wupper. Im 18. Jahrhundert gehörte der Ort zum Kirchspiel Leichlingen im bergischen Amt Miselohe. Die Topographische Aufnahme der Rheinlande von 1824 und die Preußische Uraufnahme von 1844 verzeichnen den Hof als Hülsenhof. Auf Messtischblättern der amtlichen Topografischen Karte 1.25.000 ist der Ort in der ersten Hälfte des 20. Jahrhunderts als Hülsen beschriftet, in der zweiten Hälfte wieder als Hülserhof. 1867 wurde die Bahnstrecke Gruiten–Köln-Deutz eröffnet, die direkt am Ort vorbei trassiert ist.
1815/16 lebten zehn Einwohner im Ort. 1832 gehörte Hülserhof unter dem Namen Hülsen der Bürgermeisterei Leichlingen an. Der laut der Statistik und Topographie des Regierungsbezirks Düsseldorf als Ackergut kategorisierte Ort besaß zu dieser Zeit ein Wohnhaus und zwei landwirtschaftliche Gebäude. Zu dieser Zeit lebten 12 Einwohner im Ort, allesamt katholischen Glaubens.
Im Gemeindelexikon für die Provinz Rheinland werden 1885 ein Wohnhaus mit sieben Einwohnern angegeben. 1895 besaß der Ort ein Wohnhaus mit acht Einwohnern, 1905 ein Wohnhaus und fünf Einwohner.